# Mathieu Heijboer
Mathieu Heijboer (Dordrecht, 4 febbraio 1982) è un dirigente sportivo ed ex ciclista su strada olandese.

## Palmarès

### Strada
- 2002 (Team Löwik Meubelen, una vittoria)

Grote Prijs Wielerrevue
- 2004 (Rabobank Continental, una vittoria)

Classifica generale Mainfranken-Tour
- 2005 (Rabobank Continental, una vittoria)

Chrono Champenois

#### Altri successi
- 2002 (Team Löwik Meubelen)

Omloop der Groene Gemeente
Criterium Albrandswaard
- 2004 (Rabobank Continental)

5ª tappa Tour de Normandie (Flers > Domfront, cronosquadre)
1ª tappa Circuit de Lorraine (Thionville, cronosquadre)
- 2005 (Rabobank Continental)

Prologo Boucles de la Mayenne (Laval, cronometro)
Classifica giovani Tour du Poitou-Charentes

## Piazzamenti

### Grandi Giri
- Giro d'Italia

2007: ritirato (14ª tappa)

### Classiche monumento
- Milano-Sanremo

2007: 147º
- Giro delle Fiandre

2007: ritirato
- Parigi-Roubaix

2007: 82º
2008: 92º

### Competizioni europee
- Campionati europei

Bergamo 2002 - In linea Under-23: 60º